# إبراهيم بن عبيد الأنصاري
هو صحابي جليل ولد بالمدينة المنورة وسكن بها وله قليل من الاحاديث

## نسبه
هو الصحابي إبْرَاهيم بن عُبَيْد بن رِفاعَة الأنصاري الزَّرَقي ولد في المدينة المنورة وسكن بها قال أبو موسى: ذكره عَبْدَان في الصحابة. سئل عنه أبو زرعة فقال: مدنيّ أنصاريّ زرقيّ ثقة.توفي في المدينة المنورة

## أساتذته[1]
- محمد بن كعب بن حبان أو حيان القرظي أبي حمزة المدني.
- جابر بن عبد الله بن عمرو بن حرام الخزرجي الأنصاري السلمي المديني.
- عائشة بنت أبي بكر الصديق أم المؤمنين.
- عبيد بن رفاعة بن رافع الزرقي.

## تلاميذه[4]
- إبراهيم بن الفضل بن سليمان
- خالد بن إلياس بن صخر بن عبيد بن حذيفة
- سعيد بن أبي هلال
- صفوان بن سليم
- عبد العزيز بن مسلم
- عبد الله بن زياد بن سليمان بن سمعان.
- عياض بن عبد الله بن عبد الرحمن بن معمر.
- محمد بن إبراهيم
- نجيح بن عبد الرحمن
- إبراهيم بن إسحاق

## ماقيل عنه في الجرح والتعديل[4]
- أبو حاتم الرازي: ليس بمشهور بالعلم كما قال أحمد
- أبو زرعة الرازي: ثقة
- أحمد بن حنبل: ليس بمشهور بالعلم
- ابن حجر العسقلاني: صدوق

## روايته للحديث
- روى الحديث فقال: دخلت على جابر بن عبد الله بمكة، فوجدته جالساً يصلّي بأصحابه العصر وهو جالس، قال: فنظرت حتى سلّم؛ قال: قلت: غفر الله لك، أنت صاحب  رسول الله صَلَّى اللهُ عَلَيْهِ وَسَلَّمَ تصلّي بهم وأنت جالس! قال: أنا مريض، فجلست وأمرتهم أن يجلسوا فيصلّوا معي، إني سمعت رسول الله صَلَّى اللهُ عَلَيْهِ وَسَلَّمَ يقول: «ما صلّى رجل العتمة في جماعة، ثم صلّى بعدها ما بدا له، ثم أوتر قبل أن يريم إلاّ كانت تلك اللّيلة كأنه لقي ليلة القدر في الإجابة». وسمعت رسول الله صَلَّى اللهُ عَلَيْهِ وَسَلَّمَ يقول: «الإمام جنّة، فإن صلّى قائماً فصلّوا قياماً، وإن صلّى جالساً فصلّوا جلوساً».

قال: كنّا ننادي في بيوتنا للصّلاة ونجمّع لأهلنا.
- وروى عن أنس بن مالك، أن رسول الله صَلَّى اللهُ عَلَيْهِ وَسَلَّمَ سمع رجلاً يقول: اللهم إني أسألك بأن لم الحمد لا إله إلاّ أنت المنّان بديع السّموات والأرض ذو الجلال والإكرام، أسألك الجنّة وأعوذ بك من النّار، فقال النّبيّ صَلَّى اللهُ عَلَيْهِ وَسَلَّمَ: «لقد كان يدعو الله باسمه الذي إذا دعي به أجاب وإذا سئل به أعطي».
- وروى عن إبراهيم بن عُبيد بن رفاعة الأنصاري، قال: "صَنَعَ أَبُو سَعِيدٍ الخُدْرِيُّ طَعَامًا، فَدَعَا رَسُولَ الله صَلَّى الله عليه وسلم وَأَصْحَابَهُ فقال رَجُلٌ منْهُمْ: إني صائم فقال رسول الله: "تَكَلَّفَ لَكَ أَخُوكَ وَصَنَعَ طَعَامًا، فَاطْعَمْ وصُمْ يَوْمًا مَكَانَهُ".